# Leufroyia leufroyi
Leufroyia leufroyi é uma espécie de gastrópode do gênero Leufroyia, pertencente a família Raphitomidae.